# Élections générales espagnoles de 2016 dans les îles Canaries
Les élections générales espagnoles de 2016 (en espagnol : Elecciones generales de España de 2016) se sont tenues le dimanche 26 juin 2016 afin d'élire les 350 députés et 208 des 266 sénateurs de la XIIe législature des Cortes Generales. 15 députés sont élus dans les îles Canaries.

## Résultats

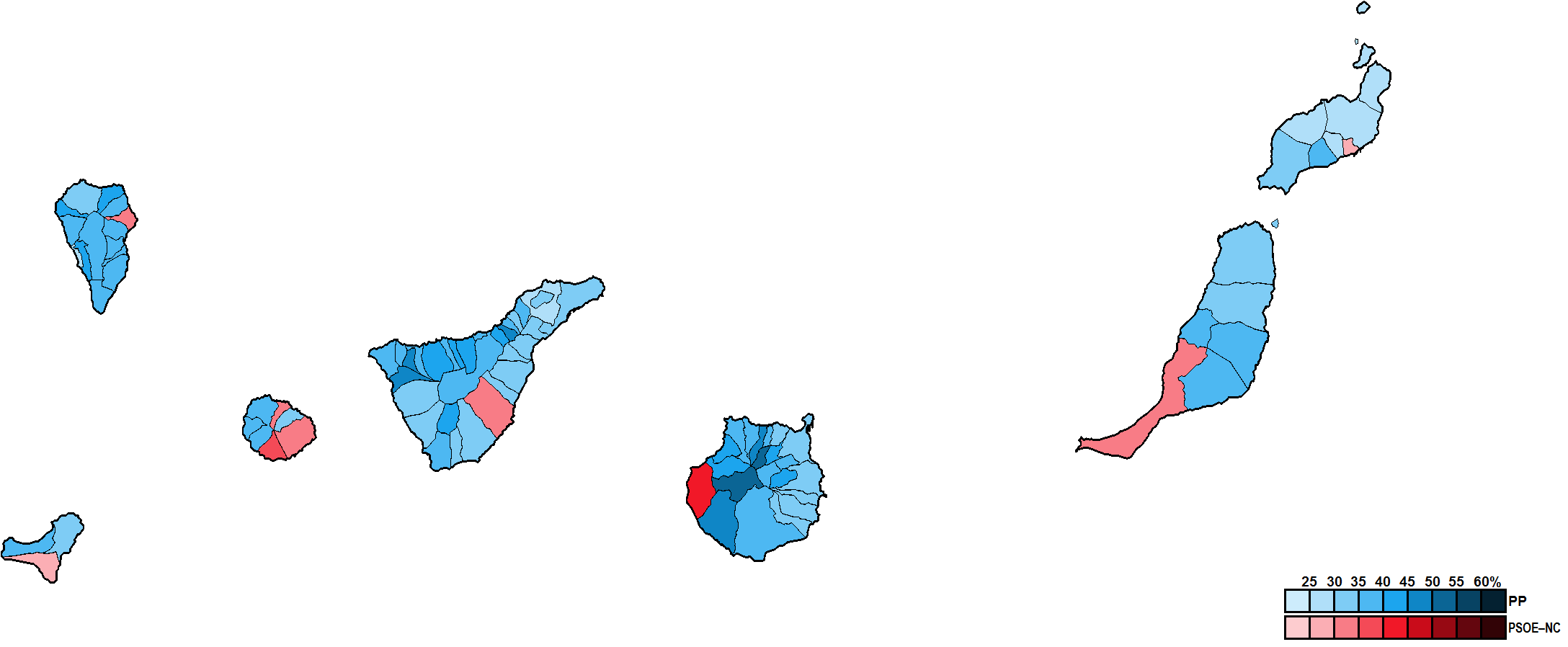
Résultats par commune.

| Parti                  | Parti                                                   | Voix      | %     | +/-  | Sièges | +/-           |
| ---------------------- | ------------------------------------------------------- | --------- | ----- | ---- | ------ | ------------- |
|                        | Parti populaire (PP)                                    | 333 445   | 34,05 | 5,52 | 6      | 1             |
|                        | Liste commune PSOE-NCa                                  | 220 471   | 22,52 | 0,55 | 3      | 1             |
|                        | Unidos Podemos (UP) (Pod.-IU-Equo)                      | 198 434   | 20,27 | 6,14 | 3      | en stagnation |
|                        | Ciudadanos (Cs)                                         | 117 748   | 12,03 | 0,60 | 2      | en stagnation |
|                        | Coalition canarienne (CCa) (av. PNC)                    | 78 253    | 7,99  | 0,25 | 1      | en stagnation |
|                        | Parti animaliste contre la maltraitance animale (PACMA) | 14 973    | 1,53  | 0,33 | 0      | en stagnation |
|                        | Recortes Cero-Grupo Verde (RC-GV)                       | 2 969     | 0,30  | 0,03 | 0      | en stagnation |
|                        | Parti communiste du peuple canarien (PCPC)              | 1 549     | 0,16  | 0,01 | 0      | en stagnation |
|                        | Ensemble pour les Canaries (JxC)                        | 1 190     | 0,12  | Nv.  | 0      | en stagnation |
|                        | Union, progrès et démocratie (UPyD)                     | 978       | 0,10  | 0,37 | 0      | en stagnation |
|                        | Autres partis                                           | 2 877     | 0,29  | -    | 0      | -             |
|                        | Vote blanc                                              | 6 285     | 0,64  | 0,09 |        |               |
|                        |                                                         |           |       |      |        |               |
| Suffrages exprimés     | Suffrages exprimés                                      | 979 172   | 98,82 |      |        |               |
| Votes nuls             | Votes nuls                                              | 11 710    | 1,18  |      |        |               |
| Total                  | Total                                                   | 990 882   | 100   | -    | 15     | en stagnation |
| Abstention             | Abstention                                              | 685 407   | 40,89 |      |        |               |
| Inscrits/Participation | Inscrits/Participation                                  | 1 676 289 | 59,11 |      |        |               |

### Résultats par provinces

#### Las Palmas
| Parti                  | Parti                                                   | Voix    | %     | +/-           | Sièges | +/-           |
| ---------------------- | ------------------------------------------------------- | ------- | ----- | ------------- | ------ | ------------- |
|                        | Parti populaire (PP)                                    | 170 316 | 33,89 | 5,72          | 3      | en stagnation |
|                        | Liste commune PSOE-NCa                                  | 119 351 | 23,75 | 1,37          | 2      | en stagnation |
|                        | Unidos Podemos (UP)                                     | 113 256 | 22,54 | 6,88          | 2      | en stagnation |
|                        | Ciudadanos (Cs)                                         | 65 172  | 12,97 | 0,69          | 1      | en stagnation |
|                        | Coalition canarienne (CCa) (av. PNC)                    | 17 982  | 3,58  | 0,64          | 0      | en stagnation |
|                        | Parti animaliste contre la maltraitance animale (PACMA) | 6 730   | 1,34  | 0,30          | 0      | en stagnation |
|                        | Recortes Cero-Grupo Verde (RC-GV)                       | 1 552   | 0,31  | 0,02          | 0      | en stagnation |
|                        | Union, progrès et démocratie (UPyD)                     | 978     | 0,19  | 0,31          | 0      | en stagnation |
|                        | Parti communiste du peuple canarien (PCPC)              | 900     | 0,18  | en stagnation | 0      | en stagnation |
|                        | Vox                                                     | 882     | 0,18  | 0,03          | 0      | en stagnation |
|                        | Unité du peuple (UdP)                                   | 686     | 0,14  | 0,17          | 0      | en stagnation |
|                        | Ensemble pour les Canaries (JxC)                        | 537     | 0,11  | Nv.           | 0      | en stagnation |
|                        | Autres partis                                           | 662     | 0,13  | -             | 0      | -             |
|                        | Vote blanc                                              | 3 502   | 0,70  | 0,10          |        |               |
|                        |                                                         |         |       |               |        |               |
| Suffrages exprimés     | Suffrages exprimés                                      | 502 506 | 98,73 |               |        |               |
| Votes nuls             | Votes nuls                                              | 6 451   | 1,27  |               |        |               |
| Total                  | Total                                                   | 508 957 | 100   | -             | 8      | en stagnation |
| Abstention             | Abstention                                              | 333 959 | 39,62 |               |        |               |
| Inscrits/Participation | Inscrits/Participation                                  | 842 916 | 60,38 |               |        |               |

#### Santa Cruz de Tenerife
| Parti                  | Parti                                                   | Voix    | %     | +/-  | Sièges | +/-           |
| ---------------------- | ------------------------------------------------------- | ------- | ----- | ---- | ------ | ------------- |
|                        | Parti populaire (PP)                                    | 163 129 | 34,22 | 5,30 | 3      | 1             |
|                        | Liste commune PSOE-NCa                                  | 101 120 | 21,21 | 0,32 | 1      | 1             |
|                        | Unidos Podemos (UP)                                     | 85 178  | 17,87 | 5,28 | 1      | en stagnation |
|                        | Coalition canarienne (CCa) (av. PNC)                    | 60 271  | 12,64 | 0,06 | 1      | en stagnation |
|                        | Ciudadanos (Cs)                                         | 52 576  | 11,03 | 0,51 | 1      | en stagnation |
|                        | Parti animaliste contre la maltraitance animale (PACMA) | 8 243   | 1,73  | 0,36 | 0      | en stagnation |
|                        | Recortes Cero-Grupo Verde (RC-GV)                       | 1 417   | 0,30  | 0,05 | 0      | en stagnation |
|                        | Ensemble pour les Canaries (JxC)                        | 653     | 0,14  | Nv.  | 0      | en stagnation |
|                        | Parti communiste du peuple canarien (PCPC)              | 649     | 0,14  | 0,02 | 0      | en stagnation |
|                        | Sièges en blanc (EB)                                    | 647     | 0,14  | Nv.  | 0      | en stagnation |
|                        | Autres partis                                           | 3 366   | 0,71  | -    | 0      | -             |
|                        | Vote blanc                                              | 2 783   | 0,58  | 0,08 |        |               |
|                        |                                                         |         |       |      |        |               |
| Suffrages exprimés     | Suffrages exprimés                                      | 476 666 | 98,91 |      |        |               |
| Votes nuls             | Votes nuls                                              | 5 259   | 1,09  |      |        |               |
| Total                  | Total                                                   | 481 925 | 100   | -    | 7      | en stagnation |
| Abstention             | Abstention                                              | 351 448 | 42,17 |      |        |               |
| Inscrits/Participation | Inscrits/Participation                                  | 833 373 | 57,83 |      |        |               |